# Dysdera spinicrus
Dysdera spinicrus är en spindelart som beskrevs av Simon 1882. Dysdera spinicrus ingår i släktet Dysdera och familjen ringögonspindlar. Inga underarter finns listade i Catalogue of Life.